# Brian M. Stableford

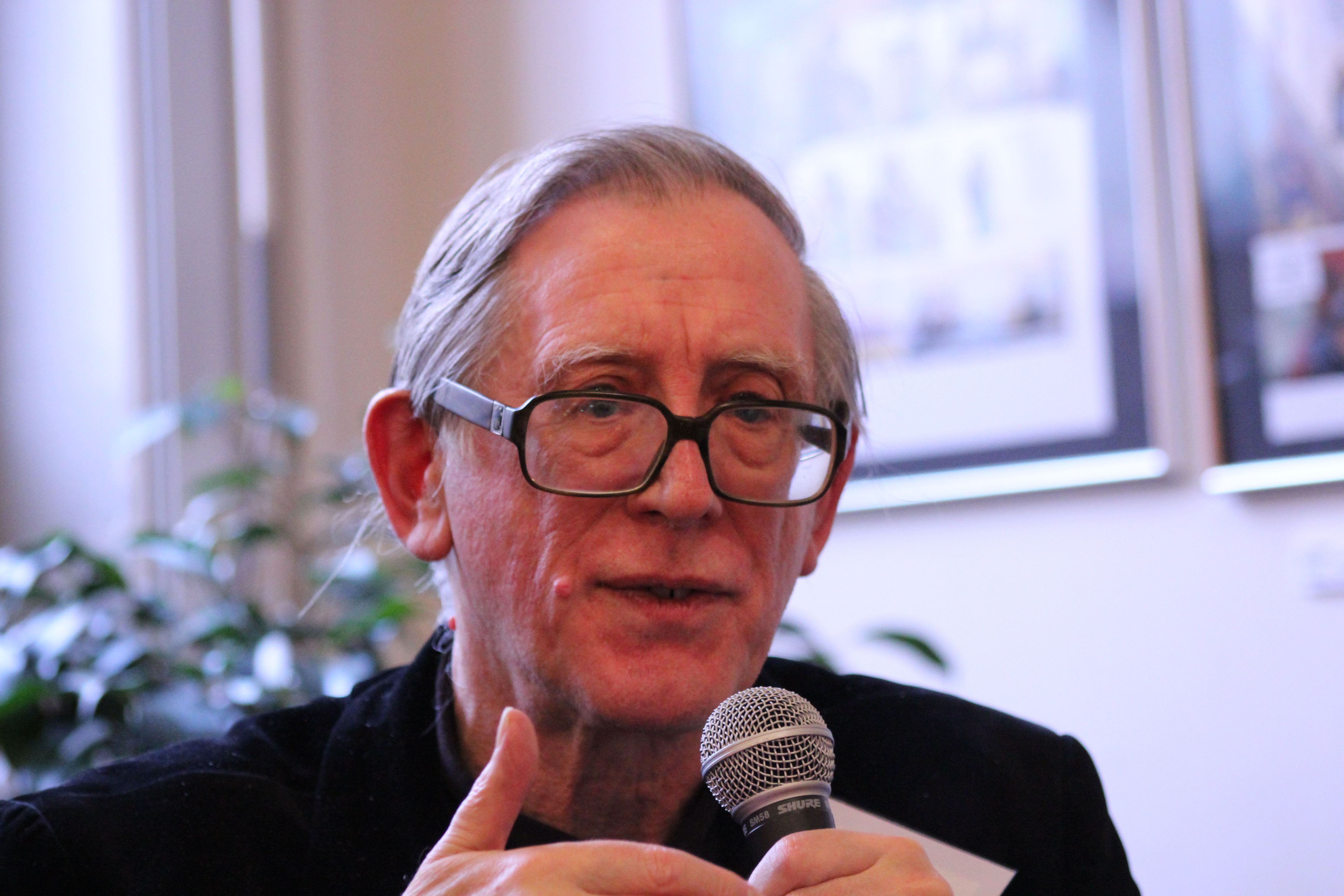
Brian Stableford (2016)

Brian Michael Stableford (geboren am 25. Juli 1948 in Shipley, West Yorkshire; gestorben am 24. Februar 2024) war ein britischer Autor, Kritiker, Herausgeber und Übersetzer von Science-Fiction. Er hat Dutzende von Romanen, über 250 Kurzgeschichten, Hunderte von Essays und Rezensionen und eine Reihe von Sachbüchern, Monographien und Lexika zu Science-Fiction und Phantastik veröffentlicht. Seine Werke wurden in 14 Sprachen übersetzt.

## Leben
Stableford ist der Sohn des Flugzeugkonstrukteurs William Ernest Stableford und der Lehrerin Joyce Stableford, geborene Wilkinson. Nach dem Besuch der Manchester Grammar School studierte er an der University of York, wo er 1969 mit dem Bachelor in Biologie abschloss. 1979 promovierte er dort mit einer Arbeit zur Soziologie der Science-Fiction. Von 1977 bis 1988 war er Soziologiedozent an der University of Reading, von 1988 bis 1995 unterrichtete er dort in Kreativem Schreiben. 1995/1996 war er Dozent an der University of the West of England in Bristol.
Stableford begann schon als Teenager zu schreiben. Seine erste Kurzgeschichte Beyond Time’s Aegis erschien 1965 in dem Magazin Science Fantasy. Er verfasste es zusammen mit seinem Schulkameraden Craig A. Mackintosh unter dem aus den Vornamen der beiden Autoren gebildeten Pseudonym Brian Craig. Das Pseudonym verwendete er später noch einige Male für eigene Arbeiten.
Sein erster Roman The Cradle of the Sun erschien 1969. 1972 erschien dann mit The Halcyon Drift der erste Band eines teils nach dem Protagonisten Star Pilot Grainger, teils nach dessen Raumschiff Hooded Swan benannter Romanzyklus. Bis 1975 erschienen weitere fünf Bände, in denen Grainger sich jeweils mit den Problemen und Gefahren eines fremden Planeten und seiner Ökologie auseinandersetzen muss, wobei Stableford seine Biologiekenntnisse geschickt verarbeitete. Ähnlich strukturiert war der ebenfalls sechsbändige Zyklus um das Raumschiff Daedalus, das bei seinen Missionen verlorene interstellare Kolonien der Menschheit kontaktiert.
Verschiedentlich wurde vermerkt, dass Stablefords Produktivität ihm bei den Kritikern im Wege steht. Für einen Autor auch durchaus ambitionierter Werke ist er geradezu ein Vielschreiber und einige seiner Romane gelten als lediglich routiniert, weshalb anspruchsvollere Arbeiten dann oft unterschätzt wurden. Die mangelhafte Rezeption seiner belletristischen Arbeiten soll der Grund dafür gewesen sein, dass er sich 1981 zurückzog und in den folgenden Jahren auf kritische, philologische und lexikografische Arbeiten zur Science-Fiction konzentrierte.
1982 erschien The Science in Science Fiction, zusammen mit Peter Nicholls und David Langford verfasst, das auch in deutscher Übersetzung erschienen ist. Darin untersuchte er die vielfältigen und komplexen Beziehungen zwischen Wissenschaft und Science-Fiction. 1985 folgte dann Scientific Romance in Britain 1890–1950, eine gründliche Arbeit über die Scientific Romance, das britische Vorläufergenre der Science-Fiction. 2016 folgte mit New Atlantis: A Narrative History of Scientific Romance eine stark auf vier Bände erweiterter Behandlung des gleichen Themas. Ebenfalls 1985 erschien die auf seine Dissertation zurückgehende Abhandlung The Sociology of Science Fiction. An lexikografischen Arbeiten erschienen 2004 das Historical Dictionary of Science Fiction Literature und 2005 das Historical Dictionary of Fantasy Literature (in erweiterter Neuausgabe 2009 als The A to Z of Fantasy Literature). Das Thema der Beziehung von Science-Fiction und Wissenschaft behandelte er 2006 in 'Science Fact and Science Fiction noch einmal in Form eines Lexikons. Weniger sichtbar waren seine umfangreichen Beiträge zu Referenzwerken und Lexika, namentlich bei der Encyclopedia of Science Fiction, in F. N. Magills Survey of Science Fiction Literature und Neil Barrons Anatomy of Wonder (1987). Seine zahlreichen Essays erschienen inzwischen in einigen Sammelausgaben.
Ab Ende der 1980er trat Stableford dann auch wieder als belletristischer Autor auf, insbesondere mit den Erzählungen der Biotech Revolution, in einer relativ nahen Zukunft angesiedelte Geschichten, in denen Gentechnik und die genetische Modifikation des Menschen das Thema sind. 1991 erschien mit Sexual Chemistry: Sardonic Tales of the Genetic Revolution eine Sammlung solcher Erzählungen, ab 2004 folgten weitere Sammelbände.
In den folgenden Jahren schrieb Stableford weitere Romane und Romanzyklen, bei denen sich drei Schwerpunkte ausmachen lassen, nämlich Alternativgeschichte, fiktive Welten und Elemente aus Horrorliteratur und Fantasy, wobei diese Bestandteile öfters miteinander vermischt werden. Ein Beispiel dafür ist The Empire of Fear (1988), wo in einem alternativen Geschichtsverlauf ab dem Mittelalter eine Welt beschrieben wird, die von unsterblichen Vampiren beherrscht wird, wobei diese Vampire keine übernatürlichen Wesen sind, sondern deren Existenz im Stil einer Scientific Romance erklärt wird. Ähnlich die David-Lydyard Romantrilogie (1990–1994), nun mit Werwölfen im 19. Jahrhundert. Stableford griff aber nicht nur in den allgemeinen Fundus phantastischer Wesen wie Vampire und Werwölfe, sondern nahm auch spezifische fiktive Welten einzelner Autoren auf, wie etwa H. P. Lovecrafts in The Legacy of Erich Zann (2010) oder Clark Ashton Smiths Curse of the Coral Bride (2004).
Einen weiteren Schwerpunkt in den Jahren nach 2005 bildet eine intensive Übersetzertätigkeit Stablefords, die sich auf den französischen roman scientifique konzentrierte, also die Zeitgenossen und Vorläufer von Jules Verne. Zu nennen sind hier insbesondere Übersetzungen der Werke von Paul Féval, Maurice Renard und J.-H. Rosny aîné. Es entstanden in dieser Zeit über 180 Übersetzungen französischer Autoren, das heißt, Stableford hat im Alleingang einen nicht unerheblichen Teil des roman scientifique übersetzt.
In Entsprechung zu Stablefords Beschäftigung mit der Literatur der französischen Dekadenz steht der Mnemosyne-Zyklus, beginnend mit der Sammlung The Wayward Muse (2005), angesiedelt in einer dekadenten Künstlerkolonie in einer Welt, in deren alternativem Geschichtsverlauf das Römische Reich nie unterging.
Stableford heiratete 1973 Vivien Owen, mit der er einen Sohn und eine Tochter hatte. 1985 wurde die Ehe geschieden. 1987 heiratete er Roberta Jane Rennie. Stableford lebte in Reading in Berkshire.

## Auszeichnungen
- 1985: Eaton Award für die Monografie Scientific Romance in Britain: 1890–1950
- 1987: IAFA Award für seine Arbeiten zur SF (Distinguished Scholarship)
- 1989: Lord Ruthven Award für den Roman The Empire of Fear
- 1990: Interzone Readers Poll für die Kurzgeschichte The Magic Bullet
- 1992: Readercon Small Press Award für die Anthologie Tales of the Wandering Jew
- 1996: British Science Fiction Association Award für die Kurzgeschichte The Hunger and Ecstasy of Vampires
- 1996: Interzone Readers Poll für die Kurzgeschichte The Hunger and Ecstasy of Vampires
- 1996: SFRA Award für How Should a Science Fiction Story End? (Pioneer Award)
- 1999: Pilgrim Award für das Lebenswerk
- 2011: Science Fiction & Fantasy Translation Award für seine Arbeit als Übersetzer (Special Award)
- 2016: Prix ActuSF de l’uchronie (Prix d’honneur)

## Bibliografie

### Serien und Zyklen
Die Serien sind nach dem Erscheinungsjahr des ersten Teils geordnet.
Dies Irae
Als Brian M. Stableford.
- 1 The Days of Glory, Ace Books 1971, OCLC 5539445
- 2 In the Kingdom of the Beasts, Ace Books 1971, OCLC 2200359
- 3 Day of Wrath, Ace Books 1971, OCLC 2190309

Challenge Chaos
Als Brian M. Stableford.
- To Challenge Chaos, DAW Books 1972, OCLC 2288237
- The Sun’s Tears (1974, Kurzgeschichte)
- An Offer of Oblivion (1974, Kurzgeschichte)
- Captain Fagan Died Alone (1976, Kurzgeschichte)

Star Pilot Grainger / Hooded Swan
- 1 The Halcyon Drift, DAW Books 1972, OCLC 785162
  - Deutsch: Das Wrack im Halcyon. Übersetzt von Rosemarie Hundertmark. Bastei Lübbe #21101, 1978, ISBN 3-404-00901-0.
- 2 Rhapsody in Black, DAW Books 1973, OCLC 1932695
  - Deutsch: Der Schatz des schwarzen Planeten. Übersetzt von Rosemarie Hundertmarck. Bastei Lübbe #21105, 1978, ISBN 3-404-00954-1.
- 3 Promised Land, DAW Books 1974, OCLC 871940
  - Deutsch: Die Welt der Verheissung. Übersetzt von Rosemarie Hundertmarck. Bastei Lübbe #21109, 1978, ISBN 3-404-01078-7.
- 4 The Paradise Game, DAW Books 1974, OCLC 2287773
  - Deutsch: Das Paradies-Prinzip. Übersetzt von Rosemarie Hundertmarck. Bastei Lübbe #21118, 1979, ISBN 3-404-01266-6.
- 5 The Fenris Device, DAW Books 1974, OCLC 2195803
  - Deutsch: Das Götterdämmerungs-Programm. Übersetzt von Rosemarie Hundertmarck. Bastei Lübbe #21123, 1979, ISBN 3-404-01451-0.
- 6 Swan Song, DAW Books 1975, OCLC 1539828
  - Deutsch: Schwanengesang. Übersetzt von Rosemarie Hundertmarck. Bastei Lübbe #21126, 1980, ISBN 3-404-21126-9.
- Swan Songs, Big Engine 2002, ISBN 1-903468-04-3 (Sammelausgabe von 1–6)

Deutsche Sammelausgabe:
- Die Saga vom Raumpiloten Grainger. Übersetzt von Rosemarie Hundertmarck. Bastei Lübbe #23062, 1986, ISBN 3-404-23062-0.

Daedalus Mission
- 1 The Florians, DAW Books 1976, OCLC 2533777
  - Deutsch: Paradies des Untergangs. Übersetzt von Tony Westermayr. Goldmann Science-Fiction #23282, 1979, ISBN 3-442-23282-1.
- 2 Critical Threshold, DAW Books 1977, ISBN 0-87997-282-3
  - Deutsch: Schmetterlinge im Paradies. Übersetzt von Tony Westermayr. Goldmann-Science-Fiction #23285, 1978, ISBN 3-442-23285-6.
- 3 Wildeblood’s Empire, DAW Books 1977, ISBN 0-87997-331-5
  - Deutsch: Die dritte Landung. Übersetzt von Tony Westermayr. Goldmann Science-Fiction #23317, 1979, ISBN 3-442-23317-8.
- 4 The City of the Sun, DAW Books 1978, ISBN 0-87997-377-3
  - Deutsch: Der Sonnenstaat. Übersetzt von Tony Westermayr. Goldmann Science-Fiction #23316, 1979, ISBN 3-442-23316-X.
- 5 Balance of Power, DAW Books 1979, ISBN 0-87997-437-0
  - Deutsch: Das Machtgleichgewicht. Übersetzt von Tony Westermayr. Goldmann Science-Fiction #23349, 1980, ISBN 3-442-23349-6.
- 6 The Paradox of the Sets, DAW Books 1979, ISBN 0-87997-493-1
  - Deutsch: Das Paradox der fremden Wesen. Übersetzt von Tony Westermayr. Goldmann Science-Fiction #23371, 1980, ISBN 3-442-23371-2.

The Realms of Tartarus / Das Reich des Tartarus
- 1 The Face of Heaven, Quartet Books 1976, ISBN 0-7043-1194-1
  - Deutsch: Die Erde über uns. Übersetzt von Tony Westermayr. Goldmann Science-Fiction #23279, 1978, ISBN 3-442-23279-1.
- 2 A Vision of Hell, DAW Books 1977, ISBN 0-87997-309-9
  - Deutsch: Die vergessene Hölle unter uns. Übersetzt von Tony Westermayr. Goldmann Science-Fiction #23308, 1979, ISBN 3-442-23308-9.
- 3 A Glimpse of Infinity, DAW Books 1977, ISBN 0-87997-309-9
  - Deutsch: Zurück ins Licht. Übersetzt von Tony Westermayr. Goldmann Science-fiction #23311, 1979, ISBN 3-442-23311-9.
- The Realms of Tartarus, DAW Books 1977, ISBN 0-87997-309-9 (Sammelausgabe von 1–3)

Asgard
- 1 Journey to the Center, Nelson Doubleday / SFBC 1982, OCLC 8374181 (auch als Asgard’s Secret, 2004)
  - Deutsch: Vorstoß in die Hohlwelt. Übersetzt von Marcel Bieger. Knaur Science Fiction & Fantasy #5788, 1984, ISBN 3-426-05788-3.
- 2 Invaders from the Centre, New English Library 1990, ISBN 0-450-50103-5 (auch als Asgard’s Conquerors, 2004)
- 3 The Centre Cannot Hold, New English Library 1990, ISBN 0-450-51107-3 (auch als Asgard’s Heart)

Biotech Revolution
- The Growth of the House of Usher (1988, Kurzgeschichte)
- Les Fleurs Du Mal (1994, Kurzgeschichte)
- The Dragon Man: A Novel of the Future, Borgo Press / Wildside Press 2009, ISBN 978-1-4344-0270-7
- The Undead, Borgo Press / Wildside Press 2010, ISBN 978-1-4344-1167-9
- Xeno’s Paradox, Borgo Press / Wildside Press 2011, ISBN 978-1-4344-1244-7
- Zombies Don’t Cry, Borgo Press / Wildside Press 2011, ISBN 978-1-4344-1234-8
- Nature’s Shift, Borgo Press / Wildside Press 2011, ISBN 978-1-4344-3531-6

Emortality
- 1 The Cassandra Complex, Tor 2001, ISBN 0-312-87773-0
- 2 Inherit the Earth, Tor 1998, ISBN 0-312-86493-0
- 3 Dark Ararat, Tor 2002, ISBN 0-765-30168-7
- 4 Architects of Emortality, Tor 1999, ISBN 0-312-87207-0
- 5 The Fountains of Youth, Tor 2000, ISBN 0-312-87206-2
- 6 The Omega Expedition, Tor 2002, ISBN 0-765-30169-5
- Emortality – At Last! (1999, Kurzgeschichte)

Tales of the Biotech Revolution (Sammlungen)
- Sexual Chemistry: Sardonic Tales of the Genetic Revolution, Simon & Schuster UK 1991, ISBN 0-671-71734-0 (auch als Sexual Chemistry and Other Tales of the Biotech Revolution, 2013)
- Designer Genes: Tales of the Biotech Revolution, Five Star 2004, ISBN 1-59414-033-2
- The Cure for Love and Other Tales of the Biotech Revolution, Borgo Press / Wildside Press 2007, ISBN 978-1-4344-0114-4
- The Tree of Life and Other Tales of the Biotech Revolution, Borgo Press / Wildside Press 2007, ISBN 978-1-4344-0151-9
- In the Flesh and Other Tales of the Biotech Revolution, Borgo Press / Wildside Press 2009, ISBN 978-1-4344-0332-2
- The Great Chain of Being and Other Tales of the Biotech Revolution, Borgo Press / Wildside Press 2009, ISBN 978-1-4344-5715-8
- The Golden Fleece and Other Tales of the Biotech Revolution, Borgo Press / Wildside Press 2012, ISBN 978-1-4344-4444-8

Warhammer (als Brian Craig)
- The Wine Of Dreams, Black Library / BL Publishing (UK) 2000, ISBN 1-84154-123-0
- Who Mourns a Necromancer? (2000, Kurzgeschichte)

Orpheus-Trilogie / Orfeo:
- 1 Zaragoz, GW Books 1989, ISBN 1-85515-003-4
  - Zaragoz, Heyne Science-Fiction & Fantasy #5578, 1999, Übersetzer Walter Brumm, ISBN 3-453-15665-X
- 2 Plague Daemon, GW Books 1990, ISBN 1-872372-05-8
  - Seuchendämon, Heyne Science-Fiction & Fantasy #5579, 1999, Übersetzer Walter Brumm, ISBN 3-453-16179-3
- 3 Storm Warriors, GW Books 1991, ISBN 1-872372-17-1
  - Sturmkrieger, Heyne Science-Fiction & Fantasy #5580, 2000, Übersetzer Walter Brumm, ISBN 3-453-17106-3

Warhammer 40.000:
- Pawns of Chaos, Black Library / BL Publishing (US) 2001, ISBN 0-7434-1164-1

David Lydyard
- 1 The Werewolves of London, Simon & Schuster UK 1990, ISBN 0-671-71711-1
- 2 The Angel of Pain, Simon & Schuster UK 1991, ISBN 0-671-71727-8
- 3 The Carnival of Destruction, Pocket Books (UK) 1994, ISBN 0-671-85198-5.

Edward Copplestone
- The Hunger and Ecstasy of Vampires (1995, Kurzgeschichte)
- The Hunger and Ecstasy of Vampires, Mark V. Ziesing 1996, ISBN 0-929480-80-5
- The Black Blood of the Dead (1997, Kurzgeschichte)
- The Gateway of Eternity (1999, Kurzgeschichte)
- Sherlock Holmes and the Vampires of Eternity, Black Coat Press 2009, ISBN 978-1-934543-06-1

Genesys
- 1 Serpent’s Blood, Legend 1995, ISBN 0-09-944331-7
  - Deutsch: Das Blut der Schlange. Heyne Science Fiction & Fantasy #9134, 2001, Übersetzer Michael Siefener, ISBN 3-453-18802-0.
- 2 Salamander’s Fire, Legend 1996, ISBN 0-09-944351-1
  - Deutsch: Das Feuer des Salamanders. Heyne Science Fiction & Fantasy #9135, 2001, Übersetzer Michael Siefener, ISBN 3-453-18815-2.
- 3 Chimera’s Cradle, Legend 1997, ISBN 0-09-944371-6
  - Deutsch: Das Rätsel der Chimäre. Heyne Science Fiction & Fantasy #9136, 2002, Übersetzer Michael Siefener, ISBN 3-453-18825-X.

Mnemosyne
- 1 The Wayward Muse, Black Coat Press 2005, ISBN 1-932983-45-7 (Sammlung)
- 2 Eurydice’s Lament, Black Coat Press 2015, ISBN 978-1-61227-468-3 (als Brian M. Stableford)
- 3 The Mirror of Dionysius, Black Coat Press 2016, ISBN 978-1-61227-585-7 (als Brian M. Stableford)
- 4 The Pool of Mnemosyne, Black Coat Press 2018, ISBN 978-1-61227-731-8

The Empire of the Necromancers
- 1 The Shadow of Frankenstein, Black Coat Press 2008, ISBN 978-1-934543-63-4 (Sammlung)
- 2 Frankenstein and the Vampire Countess, Black Coat Press 2009, ISBN 978-1-934543-89-4
- 3 Frankenstein in London, Black Coat Press 2010, ISBN 978-1-935558-78-1
- The Grey Men (2006, Kurzgeschichte)
- The Child-Stealers (2007, Kurzgeschichte)
- The Return of Frankenstein (2008, Kurzgeschichte)
- The Vampire in Paris (2009, Kurzgeschichte)
- Where Zombies Armies Clash by Night (2009, Kurzgeschichte)

Dupin / Saint-Germain
- 1 The Legacy of Erich Zann (2010, Kurzgeschichte)
- 2 Valdemar’s Daughter: A Romance of Mesmerism, Borgo Press / Wildside Press 2010, ISBN 978-1-4344-1191-4
- 3 The Mad Trist: A Romance of Bibliomania, Borgo Press / Wildside Press 2010, ISBN 978-1-4344-1191-4
- 4 The Quintessence of August, Borgo Press / Wildside Press 2011, ISBN 978-1-4344-1222-5
- 5 The Cthulhu Encryption: A Romance of Piracy, Borgo Press / Wildside Press 2011, ISBN 978-1-4344-3511-8
- 6 Journey to the Core of Creation: A Romance of Evolution, Borgo Press / Wildside Press 2011, ISBN 978-1-4344-3581-1
- 7 Yesterday Never Dies: A Romance of Metempsychosis, Borgo Press / Wildside Press 2012, ISBN 978-1-4344-4543-8

Morgan's Fork
- 1 Spirits of the Vasty Deep, Snuggly Books 2018, ISBN 978-1-943813-54-4
- 2 The Insubstantial Pageant, Snuggly Books 2018, ISBN 978-1-943813-80-3
- 3 The Truths of Darkness, Snuggly Books 2019, ISBN 978-1-64525-005-0

Paul Furneret
- 1 The Painter of Spirits, Black Coat Press 2019, ISBN 978-1-61227-900-8
- 2 The Quiet Dead, Black Coat Press 2019, ISBN 978-1-61227-901-5
- 3 Living with the Dead, Black Coat Press 2019, ISBN 978-1-61227-902-2

### Romane
- Cradle of the Sun, Ace Books 1969, OCLC 1707986
- The Blind Worm, Sidgwick & Jackson 1970, ISBN 0-283-98082-6
  - Deutsch: Der blinde Wurm. Bastei Lübbe Fantasy #20046, 1982, Übersetzerin Inge Pesch-von der Ley, ISBN 3-404-20046-2.
- Man in a Cage, John Day 1975, ISBN 0-381-98280-7
  - Deutsch: Selbstmord im All. Übersetzt von Tony Westermayr. Goldmann Science-Fiction #23258, 1977, ISBN 3-442-23258-9.
- The Mind-Riders, DAW Books 1976, OCLC 2459578
- The Last Days of the Edge of the World, Hutchinson 1978, ISBN 0-09-133820-4
- The Walking Shadow, Fontana 1979, ISBN 0-00-615261-9
  - Deutsch: Zeitsprünge. Übersetzt von Tony Westermayr. Goldmann Science-Fiction #23377, 1981, ISBN 3-442-23377-1.
- Optiman, DAW Books 1980, ISBN 0-87997-571-7 (auch als War Games, 1981)
- The Castaways of Tanagar, DAW Books 1981, ISBN 0-87997-609-8
- The Gates of Eden, DAW Books 1983, ISBN 0-87997-801-5
  - Deutsch: Die Tore von Eden. Knaur Science Fiction & Fantasy #5803, 1985, Übersetzer Andreas Brandhorst, ISBN 3-426-05803-0.
- The Empire of Fear, Simon & Schuster UK 1988, ISBN 0-671-69945-8
  - Deutsch: Das Reich der Angst. Ullstein, 1990, Übersetzer Jürgen Behrens, ISBN 3-548-22418-0.
- Ghost Dancers, GW Books 1991, ISBN 1-872372-34-1 (Dark Future-Roman, 1991, als Brian Craig)
- Young Blood, Simon & Schuster UK 1992, ISBN 0-671-71757-X
- Firefly, Unicorn & Son / Borgo Press 1994, ISBN 0-89370-476-8
- Year Zero, Sarob Press 2000, ISBN 1-902309-10-3
- The Eleventh Hour, Cosmos Books / Wildside Press 2001, ISBN 1-58715-409-9
- Curse of the Coral Bride, Immanion Press 2004, ISBN 1-904853-13-7
- Kiss the Goat, Prime Books 2005, ISBN 0-8095-4484-9
- The Stones of Camelot, Black Coat Press 2006, ISBN 1-932983-69-4
- Streaking, PS Publishing 2006, ISBN 1-904619-40-1
- The New Faust at the Tragicomique, Black Coat Press 2007, ISBN 978-1-932983-91-3
- The Moment of Truth, Borgo Press / Wildside Press 2009, ISBN 978-1-4344-0285-1
- Prelude to Eternity: A Romance of the First Time Machine, Borgo Press / Wildside Press 2009, ISBN 978-1-4344-5725-7
- Alien Abduction: The Wiltshire Revelations, Borgo Press / Wildside Press 2009, ISBN 978-1-4344-5727-1
- The World Beyond, Borgo Press / Wildside Press 2010, ISBN 978-1-4344-5731-8 (Amphibians #3)
- Luscinia: A Romance of Nightingales and Roses, Borgo Press / Wildside Press 2010, ISBN 978-1-4344-1162-4
- The Plurality of Worlds: A Sixteenth-Century Space Opera, Borgo Press / Wildside Press 2011, ISBN 978-1-4344-5729-5
- Vampires of Atlantis, Wildside Press 2016, ISBN 978-1-4794-2134-3
- The Darkling Wood, Wildside Press 2016, ISBN 978-1-4794-2133-6
- The Devil in Detail, Wildside Press 2016, ISBN 978-1-4794-2170-1
- Portals of Paradise, Wildside Press 2016, ISBN 978-1-4794-2437-5
- Tangled Web of Time, Wildside Press 2016, ISBN 978-1-4794-2436-8
- Further Beyond, Wildside Press 2017, ISBN 978-1-4794-2799-4
- The Death of Broceliande, Wildside Press 2018, ISBN 978-1-4794-3712-2
- The Alchemy of Blood, Wildside Press 2018, ISBN 978-1-4794-3855-6
- The Tyranny of the Word, Black Coat Press 2019, ISBN 978-1-61227-881-0
- The Revelations of Time and Space, Snuggly Books 2020, ISBN 978-1-64525-030-2
- The Elusive Shadows, Snuggly Books 2020, ISBN 978-1-64525-051-7

### Sammlungen
- The Cosmic Perspective / Custer’s Last Stand, Chris Drumm 1985, OCLC 317671502
- Fables and Fantasies, Necronomicon Press 1996, OCLC 50753618
- Complications and Other Stories, Cosmos Books / Wildside Press 2003, ISBN 1-58715-411-0
- Salome and Other Decadent Fantasies, Cosmos Books / Wildside Press 2004, ISBN 1-58715-407-2
- Sheena and Other Gothic Tales, Immanion Press 2006, ISBN 1-904853-14-5
- The Haunted Bookshop and Other Apparitions, Wildside Press 2007, ISBN 978-1-4344-0152-6
- An Oasis of Horror: Decadent Tales & Contes Cruels, Borgo Press / Wildside Press 2008, ISBN 978-1-4344-0201-1
- The Gardens of Tantalus and Other Delusions, Borgo Press / Wildside Press 2008, ISBN 978-1-4344-0210-3
- The Innsmouth Heritage and Other Sequels, Borgo Press / Wildside Press 2009, ISBN 978-1-4344-0286-8
- Changelings and Other Metamorphic Tales, Borgo Press / Wildside Press 2009, ISBN 978-1-4344-0322-3
- The Cosmic Perspective and Other Black Comedies, Borgo Press / Wildside Press 2009, ISBN 978-1-4344-0360-5
- Beyond the Colors of Darkness and Other Exotica, Borgo Press / Wildside Press 2009, ISBN 978-1-4344-5705-9
- The Return of the Djinn and Other Black Melodrdamas, Borgo Press / Wildside Press 2009, ISBN 978-1-4344-5711-0
- The Best of Both Worlds and Other Ambiguous Tales, Borgo Press / Wildside Press 2009, ISBN 978-1-4344-5722-6
- The Womb of Time, Perilous Press 2011, ISBN 978-0-9704000-3-1
- The Legacy of Erich Zann and Other Tales of the Cthulhu Mythos, Borgo Press / Wildside Press 2012, ISBN 978-1-4344-4456-1

### Kurzgeschichten
- Beyond Time’s Aegis (1965, mit Craig A. Mackintosh, als Brian Craig)
- The Man Who Came Back (1966)
- Inconstancy (1967)
- Prisoner in the Ice (1969)
- A Story with a Happy Ending (1974)
- Sad Story (1974)
- Judas Story (1975)
- The Conqueror (1975)
- The Engineer and the Executioner (1975)
  - Deutsch: Der Ingenieur und der Exekutor. In: Josh Pachter (Hrsg.): Top Science Fiction: Zweiter Teil. Heyne Science Fiction & Fantasy #4517, 1988, ISBN 3-453-02774-4.
- Skinned Alive (1978)
- Mortification of the Flesh (1979)
- Security (1979)
- The Incredible Whelk (1980)
- Second Chance (1981)
- Custer’s Last Stand (1985)
- The Cosmic Perspective (1985)
- And He Not Busy Being Born … (1986)
  - Deutsch: Meine Angst vor dem Tod ist euer Leben. In: James Gunn (Hrsg.): Von Ballard bis Stableford. Heyne (Bibliothek der Science Fiction Literatur #101), 2001, ISBN 3-453-17953-6.
- Beyond Repair (1987)
- Layers of Meaning (1987)
- Sexual Chemistry (1987, auch als A Career in Sexual Chemistry)
- Going to the Dogs (1988)
- The Man Who Loved the Vampire Lady (1988)
  - Deutsch: Der Mann, der die Vampirfrau liebte. In: HR Giger (Hrsg.): Vampirric. Festa Nosferatu #1404, 2003, ISBN 3-935822-58-8.
- A Gardener in Parravon (1989, als Brian Craig)
- Cinderella’s Sisters (1989)
- How the Dragons Yetzirah and Alziluth Lost the Knowledge of a Million Lifetimes (1989)
- The Dragon Alziluth and Yetzirah (1989)
- The Way of the Witchfinder (1989, als Brian Craig)
- Wildland (1989)
- The Magic Bullet (1989)
- The Dragons Yetzirah and Alziluth (1989)
- The Will (1989)
  - Deutsch: Sein letzter Wille. In: Chris Morgan (Hrsg.): Schwarze Visionen. Knaur Horror #70009, 1994, ISBN 3-426-70009-3.
- The Phantom of Yremy (1989, als Brian Craig)
- Behind the Wheel (1990)
- Kid Zero and Snake Eyes (1990, als Brian Craig)
- Only in the Twilight (1990, als Brian Craig)
- The Annual Conference of the Prophets of Atlantis (1990)
- The Light of Transfiguration (1990, als Brian Craig)
- The Werewolves of London (excerpt) (1990)
- Thicker Than Water (1990, als Brian Craig)
- Purgatorio (1990)
- The Fury That Hell Withheld (1990)
- The Furniture of Life’s Ambition (1990)
- Minimoments (1990, auch als Alternate Worlds, 2003)
- The Invertebrate Man (1990)
- The Shepherd’s Daughter (1990)
- Bedside Conversations (1990)
- Heartbreaker (1991)
- The Oedipus Effect (1991)
- Verstehen (1991)
  - Deutsch: Verstehen. In: Peter Wilfert (Hrsg.): Pilger durch Raum und Zeit. Goldmann Science Fiction #23401, 1982, ISBN 3-442-23401-8.
- Innocent Blood (1991)
- The Man Who Invented Good Taste (1991)
- Slumming in Voodooland (1991)
- The Invisible Worm (1991)
  - Deutsch: Der unsichtbare Wurm. In: Ronald M. Hahn (Hrsg.): Invasoren. Heyne Science Fiction & Fantasy #5113, 1994, ISBN 3-453-07279-0.
- Skin Deep (1991)
- Justice (1991)
- Self-Sacrifice (1991, auch als Francis Amery)
  - Deutsch: Selbstopferung. In: Wolfgang Jeschke (Hrsg.): Winterfliegen. Heyne Science Fiction & Fantasy #5970, 1999, ISBN 3-453-13985-2.
- Sortilege and Serendipity (1992)
- To the Bad (1992)
- Virtuous Reality (1992)
- Complications (1992)
- Salomé (1992)
- The Innsmouth Heritage (1992)
  - Deutsch: Das Innsmouth-Syndrom. In: Frank Festa (Hrsg.): Der Cthulhu-Mythos: 1976–2002. Festa (H. P. Lovecrafts Bibliothek des Schreckens #2612), 2003, ISBN 3-935822-52-9.
- The Woman in the Mirror (1992, als Brian Craig)
- The Unluckiest Thief (1992)
- Upon the Gallows-Tree (1992)
- Another Bad Day in Bedlam (1993)
- The Requiem Masque (1993)
- Riding the Tiger (1993)
- Burned Out (1993)
- The Flowers of the Forest (1993)
- Carriers (1993)
  - Deutsch: Träger. In: Wolfgang Jeschke (Hrsg.): Die Strasse nach Candarei. Heyne Science Fiction & Fantasy #5275, 1995, ISBN 3-453-07974-4.
- The Facts of Life (1993)
  - Deutsch: Die Tatsachen des Lebens. In: Wolfgang Jeschke (Hrsg.): Riffprimaten. Heyne Science Fiction & Fantasy #5390, 1996, ISBN 3-453-09454-9.
- Kalamada’s Blessing (1993)
- The Cure for Love (1993)
- The Storyteller’s Tale (1994)
- Nephthys (1994)
- Busy Dying (1994)
  - Deutsch: Fleißiges Sterben. In: Ronald M. Hahn (Hrsg.): Die Halle der neuen Gesichter. Heyne Science Fiction & Fantasy #5511, 1996, ISBN 3-453-10949-X.
- Taken for a Ride (1994)
- What Can Chloë Want? (1994)
  - Deutsch: Was will Chloë?. In: Wolfgang Jeschke (Hrsg.): Partner fürs Leben. Heyne Science Fiction & Fantasy #5325, 1996, ISBN 3-453-08573-6.
- The Bad Seed (1994)
- Changelings (1994)
- The Scream (1994)
- The Tree of Life (1994)
- Reconstruction (1994)
- The Unkindness of Ravens (1994)
- Aphrodite and the Ring (1995)
- Aphrodite’s Ring (1995)
- Mens Sana in Corpore Sano (1995)
- The Devil’s Men (1995)
- The Exploration of Inner Space (1995)
- Three Versions of a Fable (1995)
- Mortimer Gray’s "History of Death" (1995)
- The Age of Innocence (1995)
- The Last Worshipper of Proteus (1995)
- Inherit the Earth (1995)
- The Road to Hell (1995)
- The Evil That Men Do (1995)
- The Serpent (1995)
- Out of Touch (1995)
  - Deutsch: Berührungslos. In: Friedel Wahren (Hrsg.): Asimovs Science Fiction 50. Folge. Heyne Science Fiction & Fantasy #5921, 1997, ISBN 3-453-13305-6.
- The Skin Trade (1995)
- Mr. Brimstone and Dr. Treacle (1996)
- The Gardens of Tantalus (1996)
- The House of Mourning (1996)
- The Lost Romance (1996)
- Alfonso the Wise (1996, als Francis Amery)
- Sleepwalker (1996)
- Lucifer’s Comet (1996, als Francis Amery)
- The Dream (1996)
- The Sleeping Soul (1996)
- Worse Than the Disease (1996)
- My Mother, the Hag (1997)
- Quality Control (1997)
- Sir Fergus in My Mother, The Hag (1997)
- The Cult of Selene (1997)
- When Molly Met Elvis (1997, als Francis Amery)
- Community Service (1997)
- Inside Out (1997)
- In the Flesh (1997)
- The Pipes of Pan (1997)
  - Deutsch: Die Flöten des Pan. In: Ronald M. Hahn (Hrsg.): Werwolf im Schafspelz. Heyne Science Fiction & Fantasy #6314, 1999, ISBN 3-453-14985-8.
- The Gift of the Magi (1997, als Francis Amery)
- True Collectors (1997)
- Seers (1997)
- Coming to Terms with the Great Plague (1997)
- Ebony Eyes (1998, als Francis Amery)
- Heartbeat (1998)
- Ice and Fire (1998)
- O for a Fiery Gloom and Thee (1998)
- Rent (1998)
- The Lamia’s Soliloquy (1998)
- The Tour (1998)
- The Fisherman’s Child (1998)
- The Piebald Plumber of Haemlin (1998)
- The Architect of Worlds (1998)
- My Evil Twin (1998, als Brian Craig)
- The Cards Speak (1998, als Brian Craig)
- The Haunted Nursery (1998)
- The Riddle of the Sphinx (1998)
- The Valley of the Shadow (1998, als Francis Amery)
- Le Vide [French] (1999)
- Plastic Man (1999)
- Rose, Crowned with Thorns (1999)
- The Light of Achernar (1999)
- The Secret Exhibition (1999)
- The Oracle (1999)
- Another Branch of the Family Tree (1999)
- Ashes and Tombstones (1999)
- Hidden Agendas (1999)
- Molly and the Angel (1999, auch als Francis Amery)
- Molly and the Men in Black (1999, als Francis Amery)
- All You Inherit (2000)
- The Haunted Bookshop (2000)
- The Incubus of the Rose (2000)
- Victims (2000)
- Chanterelle (2000)
- The Last Supper (2000)
- Regression (2000)
- Tenebrio (2000)
- The Mandrake Garden (2000)
- Sheena (2000)
- The Ladykiller, As Observed From a Safe Distance (2000)
- Fans from Hell (2000)
- Snowball in Hell (2000)
- The Devil’s Comedy (2001)
- The Ugly Cygnet by Hans Realist Andersen (2001)
- Totentanz (2001, als Brian Craig)
- Brief Encounter in the Smoking Area (2001)
- Curiouser and Curiouser: A Kitchen Sink Drama, by "Carol Lewis" (2001)
- Murphy’s Grail (2001)
- The Miracle of Zunderburg (2001)
- The Milk of Human Kindness (2001)
- Rogue Terminator (2001)
- The Color of Envy (2001)
- The Winter Wind (2001, als Brian Craig)
- Can’t Live Without You (2001)
- Degrees of Separation (2002, mit John B. Ford)
- O Goat-Foot God of Arcady! (2002)
- Nobody Else to Blame (2002)
- Oh Goat-God of Arcady (2002)
- Dark Ararat (extract) (2002)
- Tread Softly (2002)
- The Home Front (2002)
- Taking the Piss (2002)
- A Matter of Evidence (2002, als Brian Craig)
- The Face of an Angel (2002)
- Hot Blood (2002)
- Ferrobacterial Accretion Syndrome (2003)
- The Power of Prayer (2003)
- The Road to Damnation (2003, als Brian Craig)
- The Elixir of Youth (2003)
- Art in the Blood (2003)
- A Chip Off the Old Block (2004)
- Nectar (2004)
- After the Stone Age (2004)
- The Picture (2004)
- Jehan Thun’s Quest (2005)
- The Arms of Morpheus (2005)
- The Titan Unwrecked; or, Futility Revisited (2005)
- Dr. Prospero and the Snake Lady (2006)
- The Elixer of Youth (2006)
- The Plurality of Worlds (2006)
- An Oasis of Horror (2006)
- The Poisoned Chalice (2006)
- The Temptation of Saint Anthony (2007)
- Danny’s Inferno (2007)
- Doctor Muffet’s Island (2007)
- Casualty (2007)
- The Immortals of Atlantis (2007)
- The Trail (2007)
- The Trial (2007)
- Beyond Bliss (2007)
- Denial (2007)
- And the Hunter Home from the Hill (2008)
- The Copper Cauldron (2008)
- Following the Pharmers (2008)
- Next to Godliness (2008)
- The Great Chain of Being (2008)
- The Philosopher’s Stone (2008)
- The Best of Both Worlds (2008)
- The Highway Code (2009)
- Between the Chapters (2009)
- The Great Armada (2009)
- Meat on the Bone (2009)
- The Phantom of Teirbrun (2009)
- A Saint’s Progress (2009)
- Beyond the Colors of Darkness (2009)
- Black Nectar (2009)
- Danse Macabre (2009)
- Enlightenment (2009)
- Shadows of the Past (2009)
- The Path of Progress (2009)
- The Return of the Djinn (2009)
- The Beauty Contest (2009)
- Appearances (2009)
- The Fertile Imagination (2009)
- Some Like It Hot (2009)
- The Holocaust of Ecstasy (2010)
- The Necromancers of London (2010)
- The Truth About Pickman (2010)
- The Womb of Time (2011)
- The Golden Fleece (2012)
- The Seeds from the Mountains of Madness (2012)
- Malbrough s’en va-t-en guerre (2013) (Titel nach dem gleichnamigen Volkslied)
- Vesterhen (2013)
- The Seventh Generation (2013)
- A Further Experiment in the Effects of Mesmerism (2014)
- Et in Arcadia Ego (2014)
- Further Beyond (2014)

### Anthologien
The Dedalus Book of Decadence
- 1 The Dedalus Book of Decadence (Moral Ruins) (1990)
- 2 The Second Dedalus Book of Decadence: The Black Feast (1992)
- Tales of the Wandering Jew (1991)
- The Dedalus Book of British Fantasy: The 19th Century (1991)
- The Dedalus Book of Femmes Fatales (1992)
- News from the Moon (2007)
- The Germans on Venus (2009)
- Enter the Nyctalope (2009)
- The Supreme Progress (2011)
- The World Above the World (2011)
- Nemoville (2011)
- Investigations of the Future (2012)
- The Conqueror of Death (2013)
- The Revolt of the Machines (2014)
- The Man with the Blue Face (2015)
- The Aerial Valley (2015)
- The New Moon (2015)
- The Nickel Man and Other French Scientific Romances (2016)
- On the Brink of the World’s End and Other French Scientific Romances (2016)
- The Mirror of Present Events and Other French Scientific Romances (2016)
- The Humanisphere and Other Utopian Fantasies (2016)
- Scientific Romance: An International Anthology of Pioneering Science Fiction (2017)
- Journey to the Isles of Atlantis (2018)

### Sachliteratur
- A Clash of Symbols: The Triumph of James Blish (1979, auch als A Clash of Symbols: A Study of the Works of James Blish, 2012)
- Masters of Science Fiction: Essays on Six Science Fiction Authors (1981)
- The Science in Science Fiction (1982, mit Peter Nicholls und David Langford)
  - Deutsch: Science in Science Fiction: Sagt Science Fiction die Zukunft voraus?. Umschau, 1983, Übersetzer Lieselotte Mickel und Friedrich W. Gutbrod, ISBN 3-524-69047-5.
- Future Man: Brave New World or Genetic Nightmare? (1984)
- Scientific Romance in Britain 1890–1950 (1985)
- The Sociology of Science Fiction (1985)
- The Third Millennium: A History of the World AD 2000-3000 (1985, mit David Langford)
- The Way to Write Science Fiction (1989)
- Algebraic Fantasies and Realistic Romances: More Masters of Science Fiction (1995)
- Opening Minds: Essays on Fantastic Literature (1995)
- Outside the Human Aquarium: Masters of Science Fiction, Second Edition (1995)
- Writing Fantasy and Science Fiction and Getting Published (1997, auch als Writing Fantasy and Science Fiction, 2011)
- Glorious Perversity: The Decline and Fall of Literary Decadence (1998)
- Yesterday’s Bestsellers (1998)
- The Dictionary of Science Fiction Places (1999)
- Historical Dictionary of Science Fiction Literature (2004)
- Historical Dictionary of Fantasy Literature (2005)
- Science Fact and Science Fiction (2006)
- Slaves of the Death Spiders and Other Essays on Fantastic Literature (2006)
- Space, Time, and Infinity: Essays on Fantastic Literature (2006)
- Heterocosms: Science Fiction in Context and Practice (2007)
- The Devil’s Party: A Brief History of Satanic Abuse (2009)
- News of the Black Feast and Other Random Reviews (2009)
- Gothic Grotesques: Essays on Fantastic Literature (2009)
- Jaunting on the Scoriac Tempests and Other Essays on Fantastic Literature (2009)
- The A to Z of Fantasy Literature (2009)
- Against the New Gods and Other Essays on Writers of Imaginative Fiction (2009)
- Narrative Strategies in Science Fiction and Other Essays on Imaginative Fiction (2009)
- Exotic Encounters: Selected Reviews (2010)
- Creators of Science Fiction (2010)
- The Decadent World-View: Selected Essays (2010)
- The Plurality of Imaginary Worlds: The Evolution of French Roman Scientifique (2016)
- New Atlantis: A Narrative History of Scientific Romance (4 Bände, 2016)

### Übersetzungen
Paul FévalThe Blackcoats
- The Blackcoats: John Devil (2005, Original: Jean-Diable, 1863)
- The Blackcoats: The Parisian Jungle (2008, Original: Les Habits Noirs, 1863)
- The Blackcoats: Heart of Steel (2010, Original: Coeur d’Acier, 1864)
- The Blackcoats: The Sword-Swallower (2011, Original: L’Avaleur de Sabre, 1867)
- The Blackcoats: ’Salem Street (2005, Original: La Rue de Jerusalem, 1868)
- The Blackcoats: The Invisible Weapon (2006, Original: L’Arme Invisible, 1869-1870)
- The Blackcoats: The Companions of the Treasure (2008, Original: Les Compagnons du Trésor, 1872)
- The Blackcoats: The Cadet Gang (2010, Original: Le Bande Cadet, 1875)

The Scientific Marvel Fiction of Maurice Renard
- Doctor Lerne, Sub-God (2010, Original: Le docteur Lerne, sous-dieu, 1908)
- A Man Among the Microbes and Other Stories (2010, Original: Un Homme chez les Microbes, Scherzo, 1928)
- The Blue Peril (2010, Original: Le Péril Bleu, 1911)
- The Doctored Man and Other Stories (2010, Original: Monsieur D’Outremort et autres histoires singulières, 1913)
- The Master of Light (2010, Original: Le Maître de la Lumière, 1933)

The Scientific Romances of J-H Rosny aîné
- The Navigators of Space and Other Alien Encounters (2010, Original: Les Navigateurs de l’Infini, 1925)
- The World of the Variants and Other Strange Lands (2010, Original: Dans le Monde des Variants, 1939)
- The Mysterious Force and Other Anomalous Phenomena (2010, Original: Vamireh, 1892)
- Vamireh and Other Prehistoric Fantasies (2010, Original: Vamireh, 1892)
- The Givreuse Enigma and Other Stories (2010, Original: L’Enigme de Givreuse, 1892)
- The Young Vampire and Other Cautionary Tales (2010, Original: La Jeune Vampire, 1920)

Weitere Autoren
(alphabetisch nach Autoren sortiert)
- Adolphe Alhaiza: Cybele: An Extraordinary Voyage into the Future (2013, Original: Cybèle, Voyage extraordinaire dans l’avenir, 1891)
- Alphonse Allais: The Adventures of Captain Cap (2013, Original: Le Captain Cap, ses aventures, ses idées, ses breuvages, 1902)
- Henri Allorge: The Great Cataclysm: A Romance of the Hundredth Century (2011, Original: Le Grand Cataclysme: roman du centième siècle, 1922)
- André Arnyvelde: The Ark (2015, Original: Le Roi du Galande, 1910)
- André Arnyvelde: The Mutilated Bacchus (2015, Original: Le Bacchus Mutilé, 1922)
- Charles Asselineau: Double Life (2012, Original: La Double vie: Nouvelles, 1858)
- Henri Austruy: The Eupantophone and Other Stories (2014, Original: L’Eupantophone, 1905)
- Henri Austruy: The Petitpaon Era (2014, Original: L’Ère "Petitpaon" ou la Paix universelle, 1906)
- Henri Austruy: The Oloteleplan (2014)
- Honoré de Balzac: The Last Fay (2016, Original: La Dernière fée, ou La Nouvelle Lampe merveilleuse, 1823)
- Barillet-Lagargousse: The Final War: A Fantastic Story (2014, Original: La guerre final, histoire fantastique, 1885)
- Cyprien Bérard: The Vampire Lord Ruthwen (2011, Original: Lord Ruthwen ou Les Vampires, 1820)
- Samuel-Henri Berthoud: Martyrs of Science; And Other Victims of Devilry and Destiny (2013, Original: Contes misanthropiques, 1831)
- Samuel-Henri Berthoud: Martyrs of Science; And Other Victims of Devilry and Destiny (2013, Original: Contes misanthropiques, 1831)
- Samuel-Henri Berthoud: The Angel Asrael and Other Legendary Tales (2013, Original: Chroniques et traditions surnaturelles de la Flandre, 1831)
- Richard Bessière: The Gardens of the Apocalypse and the Seven Rings of Rhéa (2010, Original: Les Sept Anneaux de Rhéa, 1962)
- Albert Bleunard: Ever Smaller (2011)
- Félix Bodin: The Novel of the Future (2008, Original: Le roman de l’avenir, 1834)
- Pierre Boitard: Journey to the Sun (2016, Original: Paris avant les hommes, 1861)
- Louis Boussenard: Monsieur Synthesis (2013, Original: Les secrets de Monsieur Synthèse, 1888)
- Frédéric Boutet: The Antisocial Man and Other Strange Stories (2013)
- Frédéric Boutet: The Voyage of Julius Pingouin and Other Strange Stories (2013)
- Frédéric Boutet: Claude Mercoeur’s Reflection and Other Strange Stories (2013)
- Alphonse Brown: The Conquest of the Air: Forty Days of Aerial Navigation (2013, Original: La Conquête de l’air: Quarante jours de navigation aérienne: 40 jours de navigation aérienne, 1875)
- Alphonse Brown: City of Glass (2011, Original: Un Ville de Verre, 1891)
- Emile Calvet: In a Thousand Years (2013, Original: Dans Mille Ans, 1884)
- André Caroff: The Terror of Madame Atomos (2010, Original: La Sinistre Mme Atomos, 1964, und Mme Atomos Sème la Terreur, 1965)
- Jean Carrère: The End of Atlantis (2017, Original: La Fin d’Atlantis ou le grand soir, 1926)
- Félicien Champsaur: The Human Arrow (2011, Original: Les Deux singes, 1885, und Les Ailes de l’Homme, 1917)
- Félicien Champsaur: Homo-Deus (2014, Original: Homo deus, le satyre invisible, 1923)
- Félicien Champsaur: Ouha, King of the Apes (2012, Original: Ouha, Roi des Singes, 1923)
- Félicien Champsaur: Pharaoh’s Wife (2013, Original: La Pharaonne, roman occulte, 1929)
- Félicien Champsaur: Nora, the Ape-Woman (2015, Original: Nora, la guenon devenue femme, 1929)
- Jules Claretie: Obsession (2013, Original: L’Obsession (Moi et l’Autre), 1908)
- Jacques-Albin Simon Collin de Plancy: Voyage to the Center of the Earth (2016, Original: Voyage au centre de la terre, ou, Aventures diverses de Clairancy et de se compagnons, dans le Spitzberg, au Pôle-Nord, et dans des pays inconnus, 1821)
- Michel Corday: The Eternal Flame (2013, Original: La Flamme Eternelle, 1931)
- Andre Couvreur: The Necessary Evil (2014, Original: Le Mal Nécessaire, 1899)
- Andre Couvreur: Caresco, Superman (2014, Original: Caresco surhomme; ou le Voyage en Eucrasie, 1904)
- Andre Couvreur: The Exploits of Professor Tornada, Volume 1 (2014, Original: the title novella from L’Androgyne: Les Fantaisies de Professor Tornada, 1923)
- Andre Couvreur: The Exploits of Professor Tornada, Volume 2 (2014, Original: Le Valser Phosphorescent, 1923)
- Andre Couvreur: The Exploits of Professor Tornada, Volume 3 (2014, Original: Biocole, 1927)
- Camille Debans: The Misfortunes of John Bull (2015, Original: Les Malheurs de John Bull, 1884)
- Chevalier de Béthune: The World of Mercury (2015, Original: Relation du Monde de Mercure, 1750)
- Delphine de Girardin: Balzac’s Cane (2015, Original: Le Lorgnon as Delphine Gay, 1831)
- Rémy de Gourmon: The Angels of Perversity (als Francis Amery, 1992)
- Étienne-Léon de Lamothe-Langon: The Virgin Vampire (2011, Original: La Vampire ou la Vierge de Hongrie, 1825)
- Gabriel de Lautrec: The Vengeance of the Oval Portrait and Other Stories (2011, Original: La Vengeance du portrait ovale, 1922)
- Mr. de Listonai: The Philosophic Voyager in an Island Unknown to the Inhabitants of Earth (2015, Original: Le Voyageur Philosophe dans un Pays Inconnu aux Inhabitants de la Terre, 1761)
- Henri de Parville: An Inhabitant of the Planet Mars (2008, Original: Un Habitant de la Planète Mars, 1864)
- Gaston de Pawlowski: Journey to the Land of the Fourth Dimension (2009, Original: Voyage au pays de la quatrième dimension, 1912 und 1923)
- Henri de Régnier: A Surfeit of Mirrors: Symbolist Tales and Uncertain Stories (2012, Original: La Canne de jaspe, 1897)
- Marie-Anne de Roumier-Robert: The Voyages of Lord Seaton to the Seven Planets (2015, Original: Voyage de Milord Séton dans les Sept Planètes, ou Le nouveau mentor, 1765-1766)
- Pierre De Sélènes: An Unknown World: Two Years on the Moon (2014, Original: Un Monde Inconnu: Deux Ans sur la Lune, 1896)
- Angelo de Sorr: The Vampires of London (2014, Original: Le Vampire, 1852)
- Comte Didier de Chousy: Ignis: The Central Fire (2009, Original: Ignis, 1884)
- Charles Dodeman: The Silent Bomb (2014, Original: La Bomb Silencieuse, 1916)
- Alfred Driou: The Adventures of a Parisian Aeronaut in the Unknown Worlds (2012, Original: Les Aventures d’un Aéronaute Parisien dans les Mondes Inconnus, 1856)
- Alexandre Dumas: The Man Who Married a Mermaid (mit Paul Bocage, 2017, Original: Les Mariages du père Olifus, 1849)
- Odette Dulac: The War of the Sexes (2015, Original: Tel qui est!, 1926)
- Rénee Dunan: Baal; And, the Devil’s Lovers (2011, Original: Baal, ou la magicienne passionée, livre de ensorcellements, 1924)
- Henri Duvernois: The Man Who Found Himself (2010, Original: L’Homme s’est retrouvé, 1936)
- Achille Eyraud: Voyage to Venus (2011, Original: Voyage à Vénus, 1865)
- Henri Falk: The Age of Lead and Other Fantastic Romances (2010, Original: Le Cadre volé, 1910, und L’Age de Plomb, ca. 1922)
- Paul Féval: Anne of the Isles and Other Legends of Brittany (2012, Original: aus Contes des Bretagne, 1844)
- Paul Féval: Revenants (2006, Original: Une histoire des revenants, 1881)
- Paul Féval: The Wandering Jew’s Daughter (2012, Original: La Fille du Juif Errant, 1878)
- Paul Féval: Vampire City (1999, Original: La Ville-Vampire, 1874)
- Paul Féval: Knightshade (2001, Original: Le Chevalier Ténèbre, 1875)
- Paul Féval: The Vampire Countess (2003, Original: La Vampire, 1891)
- Paul Féval fils: Felifax the Tiger Man (2007, Original: Félifax: l’homme tigre, 1929, und Félifax: Londres en folie, 1933)
- Fernand Fleuret: Jim Click (2015, Original: Jim Click ou La Merveilleuse Invention, 1930)
- Arnould Galopin: Harry Dickson: The American Sherlock Holmes (2016, Original: Tenebras, le bandit fantôme, 1912)
- Judith Gautier: Isoline and the Serpent-Flower (2013, Original: Isoline et La Fleur-Serpent, 1882, und Le Paravant de soie et d’or, 1904)
- Henri Gayar: The Marvelous Adventures of Serge Myrandhal on Mars (2014, Original: Aventures merveilleuses de Serge Myrandhal sur la planète Mars, 1908)
- Louis Geoffroy: The Apocryphal Napoleon (2016, Original: Napoléon et la conquête du monde, 1812-1832)
- Raoul Gineste: The Second Life of Doctor Albin (2016, Original: La seconde vie du docteur Albin, 1902)
- Marie-François Goron, Émile Gautier: Spawn of the Penitentiary: Volume 1: From Devil’s Island to the City of Lights (2013, Original: Fleur de Bagne, roman contemporain: 1: De Cayenne à la Place Vendôme, 1902)
- Marie-François Goron, Émile Gautier: Spawn of the Penitentiary: Volume 2: Cosmopolitan Pirates (2013, Original: Fleur de Bagne, roman contemporain: 2: Pirates Cosmopolites, 1902)
- Marie-François Goron, Émile Gautier: Spawn of the Penitentiary: Volume 3: Scientific Detectives and Bandits (2013, Original: Fleur de Bagne, roman contemporain: 3: Détectives et Bandits Scientifiques, 1902)
- Léon Gozlan: The Vampire of the Val-de-Grace (2012, Original: Le Vampire du Val-de-Grace, 1861)
- Edmond Haraucourt: Illusions of Immortality (2012)
- Edmond Haraucourt: Daâh: The First Human (2014, Original: Daâh, le premier homme, 1914)
- Eugène Hennebert: The Enchanted City: A Voyage to Lake Tanganyika (2015, Original: La ville enchantée, voyage au Lac Tanganyika, 1885)
- Jules Hoche: The Maker of Men and his Formula (2015, Original: Le Faiseur d’Hommes et sa Formule, 1906)
- Jules Janin: The Magnetized Corpse (2014, Original: aus Contes Fantastiques et contes littéraires, 1832)
- Gustave Kahn: The Tale of Gold and Silence (2011, Original: Le Conte de l’Or et du Silence, 1898)
- Fernand Kolney: Love in 5000 Years (2013, Original: L’Amour dans cinq mille ans, 1908 und 1928)
- Jean de La Hire: The Fiery Wheel (2013, Original: La Roue Fulgurante, 1908)
- Jean de La Hire: The Nyctalope on Mars (2008, Original: Le Mystère des XV, 1911)
- Jean de La Hire: The Nyctalope vs. Lucifer (2007, Original: Lucifer, 1920)
- Jean de La Hire: Enter the Nyctalope (2009, Original: L’Assassinat du Nyctalope, 1933)
- Alain Le Drimeur: The Future City (2012, Original: La Cité Future, 1890)
- Georges Le Faure: The Extraordinary Adventures of a Russian Scientist Across the Solar System (mit Henry de Graffigny, 2010, Original: Aventures extraordinaires d’un savant russe, 1888–1896)
- Jules Lermina: The Battle of Strasburg (2014, Original: La Bataille de Strasbourg, 1892)
- Jules Lermina: The Secret of Zippelius (2010, Original: Le Secret des Zippelius, 1893)
- Jules Lermina: Panic in Paris (2009, Original: L’effrayante aventure, 1910)
- Jules Lermina: Mysteryville (als William Cobb, 2010, Original: Mystère-Ville, 1904–1905)
- Gustave Le Rouge, Gustave Guitton: The Dominion of the World (2012, Original: La Conspiration des Milliardaires, 1899–1900)
- Gustave Le Rouge: Vampires of Mars (2008, Original: Le Prisonnier de la Planête Mars, 1908)
- Gustave Le Rouge: The Mysterious Doctor Cornelius (2014, Original: Le Mystérieux Docteur Cornelius, 1912–1913)
- Gaston Leroux: Rouletabille at Krupp’s (2013, Original: Rouletabille chez Krupp, 1918)
- André Lichtenberger: The Centaurs (2013, Original: Les Centaures, 1904)
- André Lichtenberger: The Children of the Crab (2013, Original: Raramémé, 1921)
- Jean Lorrain: Monsieur de Phocas (als Francis Amery, 1994, Original: Monsieur de Phocas, 1901)
- Jean Lorrain: Nightmares of an Ether-Drinker (2002, Original: Sensations et Souvenirs, 1905)
- Jean Lorrain: The Soul-Drinker: And Other Decadent Fantasies (2016, Original: Buveurs d’âmes, 1893)
- Joseph Méry: The Tower of Destiny (2012, Original: Histoire de ce qui n’est pas arrivé, 1854, und Les Ruines de Paris, 1836)
- Hippolyte Mettais: The Year 5865 (2012, Original: L’An 5865 ou Paris dans 4000 Ans, 1865)
- Hippolyte Mettais: Paris Before the Deluge (2014, Original: Paris avant le Déluge, 1866)
- Louise Michel: The Human Microbes (2012, Original: Les Microbes Humains, 1887)
- Louise Michel: The New World (2012, Original: Le Nouveau Monde, 1888)
- Tony Moilin: Paris in the Year 2000 (2013, Original: Paris en l’An 2000, 1869)
- José Moselli: Illa’s End (2011, Original: Illa, 1925)
- Georges Pellerin: The World in 2000 Years (2011, Original: Le Monde dans 2000 Ans, 1878)
- Ernest Pérochon: The Frenetic People (2012, Original: Les Hommes Frénétiques, 1925)
- Jean Petithuguenin: An International Mission to the Moon (2016, Original: Une mission internationale sur la Lune, 1933)
- Pierre-Alexis Ponson du Terrail: The Vampire and the Devil’s Son (2007, Original: La baronne Trépassée, 1852)
- Pierre-Alexis Ponson du Terrail: The Immortal Woman (2013, Original: La Femme Immortelle, 1869)
- Pierre-Alexis Ponson du Terrail: The Chambrion and Other Stories (2013, Original: Le Chambrion: histoire mystérieuse, 1865)
- Georges Price: The Missing Men of the Sirius (2015, Original: Les Trois Disparus du "Sirius", 1896)
- René Pujol: The Chimerical Quest (2016, Original: Le Soleil Noir, 1929)
- Edgar Quinet: Ahasuerus (2013, Original: Ahasuérus, 1834)
- Edgar Quinet: The Enchanter Merlin (2014, Original: Merlin l’enchanteur, 1860)
- Jean Rameau: Arrival in the Stars and Other Stories (2017, Original: aus Fantasmagories, histoires rapides, 1887, und L’Arrivée aux étoiles: essai vers l’au-delà, 1922)
- Restif de la Bretonne: The Discovery of the Austral Continent by a Flying Man (2016, Original: La découverte australe par un Homme-volant, ou le Dédale français, 1781)
- Restif de la Bretonne: The Story of the Great Prince Oribeau (2017, Original: Les veillées du marais, ou, histoire du grand prince Oribeau, roi de Mommonie, au pays d’Evinland; & de la vertueuse princesse Oribelle, de Lagenie: tirée des anciénnes annales Irlandaises, & recenment-translatée en-français, 1785)
- Restif de la Bretonne: The Four Beauties and the Four Beasts (2017)
- Restif de la Bretonne: Posthumous Correspondence (2016, Original: Les posthumes: lettres reçués après la mort du mari par sa femme, qui le croit à Florence, 1802)
- Jean Richepin: The Wing: A Romance of the New Age (2011, Original: L’Aile, Roman des Temps Nouveaux, 1911)
- Jean Richepin: The Crazy Corner (2013, Original: Le coin des fous: histories horribles, 1921)
- Albert Robida: The Adventures of Saturnin Fanandoul (2008, Original: Voyages très extraordinaires de Saturnin Farandoul dans les 3 our 6 parties due monde et dans tous les pays connus et même inconnus de Monsieur Jules Verne, 1883)
- Albert Robida: Electric Life (2013, Original: La Vie Electrique, 1891)
- Albert Robida: The Clock of the Centuries (2008, Original: L’horloge des siècles, 1902)
- Albert Robida: The Engineer von Satanas (2015, Original: L’Ingénieur von Satanas, 1919)
- Albert Robida: Chalet in the Sky (2011, Original: Un Chalet dans les airs, 1925)
- Albert Robida: In 1965 and Other Stories (2018)
- Aristide Roger: Voyage Beneath the Waves (2013, Original: Aventures extraordinaires de Trinitus; ou le Voyage sous les flots, rédigés d’après le journal de bord de l’Éclair, 1868)
- Marcel Rouff: Journey to the Inverted World (2011, Original: Voyage au monde à l’envers, 1923)
- Léonie Rouzade: The World Turned Upside Down (2015, Original: Voyage de Théodose à l’île d’Utopie, 1872)
- André Ruellan: Ortog (als Kurt Steiner, 2010, Original: Aux Armes d’Ortog, 1960, und Ortog et les Ténèbres, 1969)
- Han Ryner: The Human Ant (2014, Original: L’Homme-fourmi, 1901)
- Han Ryner: The Superhumans and Other Stories (2010, Original: Les Voyages de Psychodore, philosophe cynique(1903) and Les Surhommes, roman prophétique, 1929)
- Han Ryner: The Son of Silence (2016, Original: Le fils du silence, 1911)
- Nicolas Ségur: The Human Paradise (2017, Original: Une Ile d’Amour, 1921)
- Jacques Spitz: The Eye of Purgatory; And, Dr Mops’ Experiment (2010, Original: L’Œil du purgatoire, 1945)
- Edmond Thiaudière: Singular Amours (2018, Original: Trois Amours Singulières, 1886)
- Charles-François Tiphaigne de la Roche: Amilec and Other Satirical Fantasies (2011, Original: Zamar, 1753)
- Simon Tyssot de Patot: The Strange Voyages of Jacques Massé and Pierre de Mésange (2015, Original: Voyages et Avantures de Jaques Massé anonymous (circa 1714) and La Vie, Les Aventures, & le Voyage de Groenland du Révérend Pere Cordelier Pierre de Mésange, 1720)
- Louis Ulbach: Prince Bonifacio and Other Stories (2014, Original: Le Prince Bonifacio; La dame blanche de Bade; Le petit homme rouge; Le démon du laco, 1864)
- Théo Varlet: The Martian Epic (2009, Original: L’épopée martienne: L’agonie de la Terre: Roman planétaire, 1922)
- Théo Varlet with André Blandin: Timeslip Troopers (2012, Original: La Belle Valence, 1923)
- Théo Varlet: The Golden Rock (2012, Original: Le Roc d’Or, 1927)
- Théo Varlet: The Xenobiotic Invasion (2011, Original: La Grande Panne, 1930)
- Théo Varlet: The Castaways of Eros (2013, Original: Autore Lescure, Pilote d’Astronef, 1932)
- Pierre Véron: The Merchants of Health and Other Fantastic Stories (2015, Original: Les Marchands de Santé, 1862)
- Paul Vibert: The Mysterious Fluid (2011, Original: Pour Lire en Automobile: nouvelles fantastiques, 1901)
- Auguste de Villiers de L’Isle-Adam: The Scaffold (2004, Original: L’Amour Suprême, 1886, Histoires Insolites, 1888, und Nouveaux Contes Cruels, 1888)
- Auguste de Villiers de L’Isle-Adam: The Vampire Soul (2004, Original: L’Amour Suprême, 1886, Tribulat Bonhomet, 1887, und Nouveaux Contes Cruels, 1888)